# 다이너스티 (1981년 드라마)

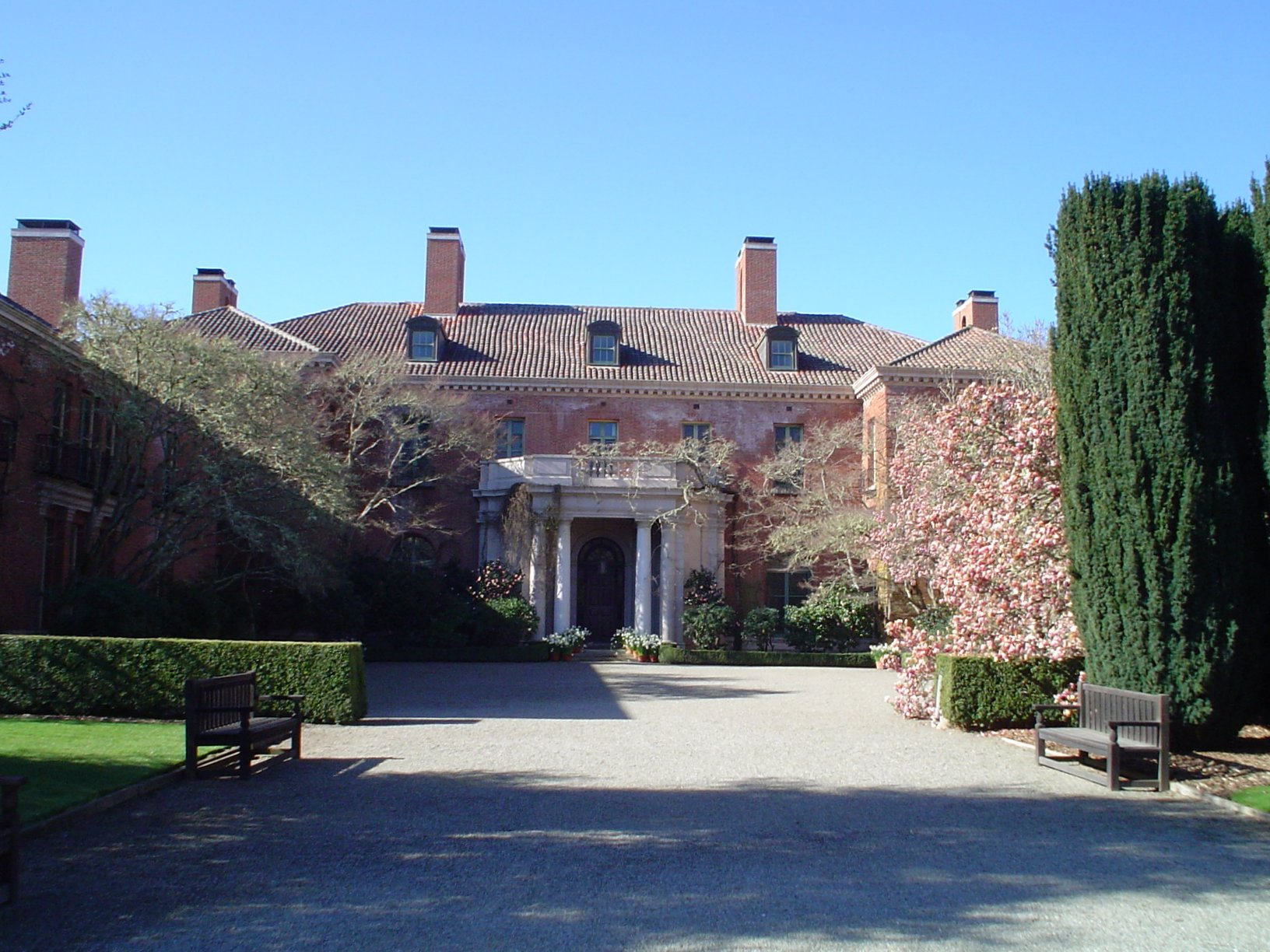

《다이너스티》(Dynasty)는 ABC에서 1981년부터 1989년까지 미국에서 방영된 멜로 드라마이다.